# Amado Boudou
Amado Boudou (phát âm tiếng Tây Ban Nha: [aˈmaðo βuˈðu]; sinh ngày 19 tháng 11 năm 1962) là doanh nhân người Argentina. Ông đã giữ chức vụ Phó Tổng thống thứ 35 của Argentina, nhiệm kỳ từ tháng 12 năm 2011 đến 2015. Ông cũng từng là Bộ trưởng Bộ Kinh tế, nhiệm kỳ từ năm 2009 đến năm 2011.
Vào tháng 8 năm 2018, sau một cuộc điều tra kéo dài, ông bị kết tội tham nhũng. Ông bị kết án 5 năm 10 tháng tù giam, và bị cấm suốt đời không được giữ chức vụ công.